# Psychoda salicornia
Psychoda salicornia är en tvåvingeart som beskrevs av Quate 1954. Psychoda salicornia ingår i släktet Psychoda och familjen fjärilsmyggor. Inga underarter finns listade i Catalogue of Life.